# Миракян, Ваге
Ваге́ Миракя́н (арм. Վահե Միրաքյան; 6 января 1993, Ереван, Армения) — армянский футболист, выступал на позиции полузащитника.

## Клубная карьера
Миракян воспитанник футбольной школы «Мика». С 16 лет начал играть за дубль в Первой лиге. Но ввиду большой конкуренции не попадал в основную команду. В течение чемпионата 2010, покинул «Мику», перейдя в дилижанский «Импульс». Дебют состоялся 15 августа, в котором «Импульс» принимал «Пюник». Миракян вышел под занавес матча, заменив на 90 минуте Тиграна Восканяна. Миракян провёл 12 матчей в оставшиеся туры, причём во всех 12 матчах Миракян выходил на замену. В сезоне 2011 года Миракян пропустил, проведя игры в Первой лиге за «Импульс-2». В розыгрыше Кубка 2011/12 вместе с командой дошёл до финала, в котором потерпел поражение от гюмрийского «Ширака» со счётом 0:1. В сезоне 2012/13 Миракян вновь вернулся в основную команду.

## Статистика выступлений
Данные на 12 августа 2012 года
| Клуб             | Сезон            | Чемпионат | Чемпионат | Кубки | Кубки | Еврокубки | Еврокубки | Всего | Всего |
| Клуб             | Сезон            | Матчи     | Голы      | Матчи | Голы  | Матчи     | Голы      | Матчи | Голы  |
| ---------------- | ---------------- | --------- | --------- | ----- | ----- | --------- | --------- | ----- | ----- |
| Мика-2           | 2009             | ?         | 1         | ?     | ?     | ?         | ?         | ?     | 3     |
| Мика-2           | 2010             | 11        | 1         | 0     | 0     | 0         | 0         | ?     | 1     |
| Всего            | Всего            | ?         | 2         | 0     | 0     | 0         | 0         | ?     | 2     |
| Импульс          | 2010             | 12        | 0         | 0     | 0     | 0         | 0         | 12    | 0     |
| Всего            | Всего            | 12        | 0         | 0     | 0     | 0         | 0         | 12    | 0     |
| Импульс-2        | 2011             | ?         | 3         | ?     | ?     | ?         | ?         | ?     | 3     |
| Всего            | Всего            | ?         | 3         | ?     | ?     | ?         | ?         | ?     | 3     |
| Импульс          | 2012/13          | 4         | 0         | 0     | 0     | 0         | 0         | 4     | 0     |
| Всего            | Всего            | 4         | 0         | 0     | 0     | 0         | 0         | 4     | 0     |
| Всего за карьеру | Всего за карьеру | 16        | 5         | 0     | 0     | 0         | 0         | 16    | 5     |

## Достижения
- «Импульс»
  - Финалист Кубка Армении: 2011/12